# 恋にオチて!俺×オレ
『恋にオチて!俺×オレ』（こいにおちて!おれ×おれ、原題：愛上兩個我）は台湾のテレビドラマ。
2014年4月6日から2014年8月17日まで台湾の台視で放送された。日本では2014年11月4日から2015年7月7日 までホームドラマチャンネルで放送された。全32話。

## あらすじ
広告業界のカリスマ、ルー・ティエンシン（路天行）は、しばらく仕事を休止し創作への情熱を取り戻せたときに復帰すると宣言するが、公園でCM撮影中のスタッフに新入りと間違えられ手伝う羽目になる。それは、タオ・ロースー（陶樂思）が死んだ兄から引き継いだ広告会社だった。ティエンシンはロースーに気付かれる前に、自分をシャオルー（小鹿）だと名乗ってしまう。
ティエンシンが広告業界を目指したのがロースーの兄の言葉だったため、経営が苦しいOZ広告制作会社を助けるため買い取ると提案するが、兄の夢の会社のため売る気がないロースーからたたき出される。
何とかOZ広告制作会社を助けたいティエンシンはシャオルーとして手伝うことにする。

## エピソード・サブタイトル
全32話
| 各話   | サブタイトル           |
| ------ | ---------------------- |
| 第1話  | 突然の休暇宣言         |
| 第2話  | 1人2役生活!?           |
| 第3話  | 天敵との食事           |
| 第4話  | 夢のキャスティング     |
| 第5話  | 仕事の依頼殺到!        |
| 第6話  | 正体がバレる寸前!      |
| 第7話  | 倉庫で一泊!?           |
| 第8話  | シャオルーと急接近!    |
| 第9話  | カゼが運んだ幸せ       |
| 第10話 | 強引な告白             |
| 第11話 | 想いとは裏腹に……       |
| 第12話 | ティエンシンの決意     |
| 第13話 | すれ違う気持ち         |
| 第14話 | 一方通行の愛           |
| 第15話 | 帰って来たシャオルー   |
| 第16話 | 夢のような時間         |
| 第17話 | 正体がバレた!          |
| 第18話 | 新たな試練             |
| 第19話 | 男の責任               |
| 第20話 | ライバル宣言           |
| 第21話 | 兄の事故の真相         |
| 第22話 | 最大の危機到来!        |
| 第23話 | OZ社のピンチ           |
| 第24話 | 山積みの問題           |
| 第25話 | ふたりだけの夜         |
| 第26話 | 真実と嘘               |
| 第27話 | 最後の賭け             |
| 第28話 | 両親の想い             |
| 第29話 | 決意と覚悟             |
| 第30話 | ティエンジー広告の危機 |
| 第31話 | バラバラの家族         |
| 第32話 | 優しさの勝利           |

## キャスト
| 役名                          | 俳優名                               | 役柄 |
| ----------------------------- | ------------------------------------ | --- |
| ルー・ティエンシン （路天行） | 炎亞綸 （アーロン、飛輪海）          | 天驥（ティエンジー）広告CEOで広告界のカリスマ OZ広告制作会社の30%の株を保有している 列車の脱線事故で両親が亡くなった |
| シャオルー （小鹿）           | 炎亞綸 （アーロン、飛輪海）          | フリーとしてOZ広告制作会社で働けないかと申し出る                                                                     |
| タオ・ロースー （陶樂思）     | 李毓芬 （ティア・リー、Dream girls） | OZ広告制作会社代表 兄の遺した会社を引き継ぐが、才能がなく仕事がどんどん減っている                                    |
| レオ （翁立洋）               | 李運慶 （ジャック・リー）            | OZ広告制作会社、監督で美術担当。過去に天驥の誘いを断った                                                             |
| スー・ミャオミャオ （徐妙妙） | 王凱蒂 （キャサリン・ワン）          | OZ広告制作会社、美術兼スタイリスト                                                                                   |
| ジア・ガイシェン （賈蓋先）   | 楊銘威 （ジョニー・ヤン）            | OZ広告制作会社、撮影助手で道具係、助監督 ミャオミャオに好意を持っている                                              |
| リー・ホワンホワン （李歡歡） | 方志友 （ベアトリーチェ・ファン）    | ランスの妹。セレブタレントでわがまま                                                                                 |
| タオ・デイリー （陶得力）     | 檢場 （ジエン・チャン）              | ロースーの父、タオ治療院を営む                                                                                       |
| ホン・シゥルァン （洪秀鑾）   | 謝瓊煖 （シエ・チョンヌアン）        | ロースーの母、整体師                                                                                                 |
| ランス （李奇軒）             | 高英軒 （ガオ・インシュエン）        | 天驥廣告取締役。ホワンホワンの兄。ティエンシンの幼馴染                                                               |
| ワン・ティンウェイ （王廷威） | 黄懷晨 （エジソン・ホァン）          | ランスの助手。レオの大学の後輩                                                                                       |
| ヘレン （曹海倫）             | 林可彤 （ホープ・リン）              | 天驥広告の秘書、社長の命令でOZ社に出向する 元々はクリエイティブな仕事が希望                                          |
| フーじい （福伯）             | 陳博正 （チェン・ボージョン）        | ティエンシンの執事。タオ・デイリーの古い友人                                                                         |
| タオ・ローユエン （陶樂源）   | 蔡旻佑 （エヴァン・ヨー）            | ロースーの兄。交通事故で亡くなる                                                                                     |

## スタッフ
- 監督 - 郭春暉（グォ・チュンフィ）
- 脚本 - 張綺恩（チャン・チーエン）、李婕瑀（リー・ジェユー）

## 主題歌
オープニングテーマ
- 『二分之一』

歌 - 炎亞綸（アーロン、飛輪海）、G.NA
エンディングテーマ
- 『這不是我』

歌 - 炎亞綸（アーロン、飛輪海）

## ソフトウェア

### DVD
販売元：エスピーオー
- 「恋にオチて!俺×オレ＜台湾オリジナル放送版＞DVD-BOX1」（2015年5月1日）
- 「恋にオチて!俺×オレ＜台湾オリジナル放送版＞DVD-BOX2」（2015年6月3日）
- 「恋にオチて!俺×オレ＜台湾オリジナル放送版＞DVD-BOX3」（2015年7月1日）
- 「恋にオチて!俺×オレ DVD-BOX1<シンプルBOX 5,000円シリーズ>」　(2019年11月1日)
- 「恋にオチて!俺×オレ DVD-BOX2<シンプルBOX 5,000円シリーズ>」　(2019年11月1日)

## 日本国内放送局
| 放送地域 | 放送局                 | 放送期間                     | 放送日時                     | 放送系列 |
| -------- | ---------------------- | ---------------------------- | ---------------------------- | -------- |
| 日本全域 | ホームドラマチャンネル | 2014年11月4日 - 2015年7月7日 | 毎週火曜 25時15分 - 26時15分 | CS放送   |